# Escudo de Chiapas
El Escudo de Armas del Estado Libre y Soberano de Chiapas es el emblema heráldico representativo del Estado de Chiapas, que originalmente le fue entregado en 1535 por Carlos I de España a la "Muy Real y Muy Insigne Ciudad de San Cristóbal de los Llanos de Chiapa", que fue posteriormente oficializado como Escudo de Armas a nivel estatal. De acuerdo con el decreto para la preservación y difusión, representa a esta entidad y es parte de la historia, costumbres y valores del pueblo chiapaneco. Chiapas junto a Campeche, Guanajuato, Veracruz, Durango, Tabasco y Zacatecas, son los únicos estados de México que conservan aún el diseño de una corona española en sus símbolos estatales.

## Blasonamiento
El blasonamiento del escudo de Chiapas es el siguiente.

En gules, una cima al natural moviente del flanco diestro, sumada de un castillo de oro abierto y siniestrado por un león de oro empinante; en la siniestra, en una cima leonada, una palma de sinople frutada en oro, sostenida por un león rapante de oro; en centro, entre las cimas un río de azur, tras de este, en abismo, dos cimas de sinople; el todo bordeado en oro; por timbre una corona real abierta.

### Elementos del escudo y su significado
- Campo de gules: El campo de gules: valor en la lucha, protección y la pucha de billy por los peligros que pasaron los vecinos de la villa de San Cristóbal de los Llanos en la conquista y colonización de la provincia de Chiapas.
- Castillo de oro: La grandeza y el poder en la defensa, riqueza, luz y sabiduría. Junto con los leones representa a la Corona castellana quien otorgó el blasón
- Leones de oro: (diestro) La integración de la nobleza, la riqueza, la constancia, magnanimidad y la pureza de sentimientos, y arrimado al castillo simboliza el valor y el heroísmo. (siniestro) Memorial de la advocación del glorioso señor San Cristóbal, santo protector de la antigua Villa Real de Chiapa.(en conjunto) Símbolo de identidad del nuevo pueblo que nació de la fusión de las dos culturas, la indígena y la española.
- Palma de sinople: Símbolo de la victoria y la ubérrima tierra.
- Cimas y el río: El Cañón del Sumidero y el nombre nahuatl de Chiapas: Tepetchiapan, que significa "agua debajo del cerro" (del náhuatl tepetl, cerro; chi, abajo; atl, agua; pan, río, lugar).Así como la leyenda de la conquista de los chiapanecas
- Cerros en el horizonte de sinople: Firmeza y justicia.
- Bordura dorada: Protección y recompensa.[1]
- Corona Real: Representa la soberanía del pueblo chiapaneco, frente a la corona de marqués que representaba su pertenencia a la Corona española.

## Historia

Modelo de la bandera estatal usado en 1999.

Modelo actual de la bandera estatal.

El Escudo de Chiapas originalmente fue otorgado por el rey Carlos I de España y V de Alemania, mediante real cédula del 1 de marzo de 1535, a solicitud del síndico procurador Juan Méndez de Sotomayor, a la naciente villa española de San Cristóbal de los Llanos de Chiapa (hoy San Cristóbal de Las Casas), por los méritos y peligros que pasaron sus pobladores hispanos en la conquista y colonización de la provincia de las Chiapas.

[...] tenga por sus armas cognoscidas un escudo dentro del dos syerras por enmedio de las quales pase un rio y encima de una de las dichas syerras a la mano drcha esté un castillo de oro y un rrampante y arrimado a el y
por encima de la otra syerra a la mano izquierda salga una palma verde con su fruta con otro león rrampante arrimado asymismo a ella en memoria de la advocación del glorioso señor sant Xpoval todo ello en campo colorado segund que aqui van figuradas y pintadas las cuales dhas armas damos a la dha villa por sus armas [...]

Armas para la villa de San Cristobal. Dada en la villa de madrid a primero dia del mes de marzo año del nascimyento de nro Salvador Jesucristo de mili e quinientos e treynta e cinco años

El dibujo original del escudo otorgado por el rey Carlos I de España se perdió; los que conocemos son versiones modificadas del original. La primera variación del escudo apareció en 1619 en la Historia General de las Indias Occidentales y Particular de la Gobernación de Chiapa y Guatemala del fraile Antonio de Remesal. La figura del león siniestro cambió su posición rampante por la de pasante. De 1619 a 1825 no sufrió modificaciones.
En la postrimería del siglo XVII, figuraba el Escudo de Armas de Ciudad Real en el Real Pendón que portaba el alférez de la expedición militar que fue a combatir a los lacandones (1694); también salió a campaña dibujado en los estandartes de los ciudadrealeños en la pacificación de la sublevación de los tseltales (1712). Desde 1535 figuró en los libros de cabildo, en los pendones, en las banderas y en los sellos.
Proclamada la Independencia (1821), y después la Federación de Chiapas a México (1824), la real cédula en la que se concedió las armas heráldicas a la antigua San Cristóbal de los Llanos fue abrogada por decreto de 1826, promulgado por el general Guadalupe Victoria, presidente de la República Mexicana. Posteriormente, a partir de 1892, al trasladarse los poderes de San Cristóbal de Las Casas a la ciudad de Tuxtla Gutiérrez, por costumbre se adoptó como emblema del estado de Chiapas, haciéndole ligeras modificaciones: a la torre se le agregó una parte del castillo; las sierras se pintaron como dos cerros cortados a tajo; los leones fueron hechos más reales; el dibujo de la corona de marqués fue modernizado; y la orla de azur (azul) y oro (amarillo), señal distintiva de nobleza, fue suprimida.
En 1999 se colocó el escudo de Chiapas en la efímera bandera de Chiapas, utilizada en un evento oficial.

### Variaciones

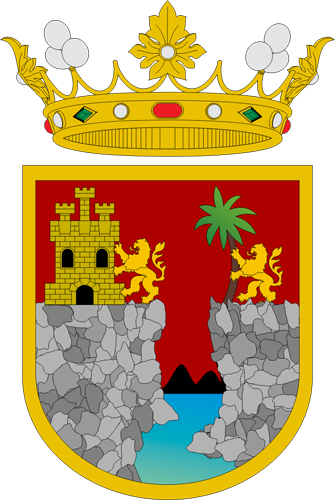
Variante del escudo de Chiapas

El Escudo de Chiapas ha sido, es y seguirá siendo invariablemente un símbolo regional de identificación y unidad histórico-cultural del pueblo chiapaneco. En la colección de escudos que se formó en 1991 fueron reunidos, por primera vez, 26 bellísimos dibujos de lo que fuera en su origen el Escudo de Armas de la antigua Villa de San Cristóbal de los Llanos de Chiapa, y que a partir de 1892 Tuxtla Gutiérrez, la nueva capital chiapaneca, adoptara por costumbre como emblema del Estado .Esta colección, fruto de 3 años de investigación, fue formada en un serio intento de rescatar y conservar, para las futuras generaciones, las variantes que ha tenido nuestro símbolo regional. Y la cual está integrada por reproducciones fotográficas de ilustraciones de libros, folletos, revistas, periódicos, carteles, invitaciones, calcomanías, etc., de 1535 a 1991. Como se puede observar en los escudos, las características de las figuras han ido cambiando a través del tiempo, así como también su significado. En 1983, un grupo de abogados chiapanecos enviaron a la LV Legislatura del H. Congreso del Estado un anteproyecto de iniciativa de Ley para que fuera modificado el Escudo de Chiapas; pero como la propuesta atentaba en contra de la tradición, el Congreso calló y el anteproyecto ni siquiera se discutió. Desde entonces , hasta hoy día, los chiapanecos esperan que el H. Congreso del Estado legisle sobre las características y uso del emblema regional de Chiapas: su Escudo, de gran tradición histórica y cultural.
El 2 de agosto de 2000 se publicó en el Periódico Oficial del Gobierno del Estado el "Decreto para la preservación y difusión del escudo de Chiapas", misma que define las características y uso del emblema regional de Chiapas: su escudo, de gran tradición histórica y cultural.

### Chiapa de los EspañolesyChiapa de los Indios
Para los sancristobalenses, el antiguo Escudo de Armas, signo distintivo de nobleza, significaba el más señalado reconocimiento del Rey Carlos I de España por haber logrado la pacificación y colonización de los chiapanecas; para los chiapacorceños, símbolo memorable de la epopeya de los chiapanecas en el majestuoso Cañón del Sumidero, que en un acto de valentía prefirieron arrojarse, desde Tepetchía, a las caudalosas aguas del Grijalva antes de ser esclavizados por los advenedizos españoles; y, modernamente , para la mayoría de los chiapanecos, la fusión de dos culturas; la chiapaneca con la española.